# Nantou (powiat)
Nantou (chiń. 南投縣; pinyin Nántóu Xiàn; pe̍h-ōe-jī Lâm-tâu-kōan) – powiat w środkowej części Tajwanu. W 2010 roku liczył 526 491 mieszkańców. Siedzibą powiatu jest miasto Nantou.
Symbole powiatu:
- drzewo: cynamonowiec kamforowy
- kwiat: morela japońska

## Podział administracyjny
Powiat Nantou dzieli się na jedno miasto, cztery gminy miejskie i osiem gmin:
| Nazwa          | Chiński | Populacja (2010) | Powierzchnia (km²) |
| -------------- | ------- | ---------------- | ------------------ |
| Miasta         |         |                  |                    |
| Nantou         | 南投市  | 104 083          | 71,6021            |
| Gminy miejskie |         |                  |                    |
| Caotun         | 草屯鎮  | 99 674           | 104,0327           |
| Jiji           | 集集鎮  | 11 920           | 49,7268            |
| Puli           | 埔里鎮  | 85 088           | 162,2227           |
| Zhushan        | 竹山鎮  | 58 338           | 247,3339           |
| Gminy          |         |                  |                    |
| Guoxing        | 國姓鄉  | 20 668           | 175,7042           |
| Lugu           | 鹿谷鄉  | 19 100           | 141,8981           |
| Mingjian       | 名間鄉  | 41 218           | 83,0955            |
| Ren’ai         | 仁愛鄉  | 15 661           | 1273,5312          |
| Shuili         | 水里鄉  | 20 063           | 106,8424           |
| Xinyi          | 信義鄉  | 17 314           | 1422,4188          |
| Yuchi          | 魚池鄉  | 17 181           | 121,3735           |
| Zhongliao      | 中寮鄉  | 16 183           | 146,6541           |